# Шульга, Яков Митрофанович
Яков Митрофанович Шульга — советский хозяйственный, государственный и политический деятель, Герой Социалистического Труда.

## Биография
Родился в 1912 году. Член ВКП(б) с 1946 года.
С 1931 года — на хозяйственной, общественной и политической работе. В 1931—1972 гг. — тракторист, а затем бригадир тракторной бригады Лебединской машинно-тракторной станции Лебединского района Харьковской области, бригадир тракторной бригады колхоза имени В. И. Ленина Лебединского района Сумской области.
Указом Президиума Верховного Совета СССР от 16 февраля 1948 года присвоено звание Героя Социалистического Труда с вручением ордена Ленина и золотой медали «Серп и Молот».
Избирался депутатом Верховного Совета СССР 2-го, 3-го, 4-го и 5-го созывов.